# شرنبروك (بيدفوردشير)
شرنبروك (بالإنجليزية: Sharnbrook)‏ هي قرية وأبرشية مدنية تقع في المملكة المتحدة في إنجلترا.

## معرض صور

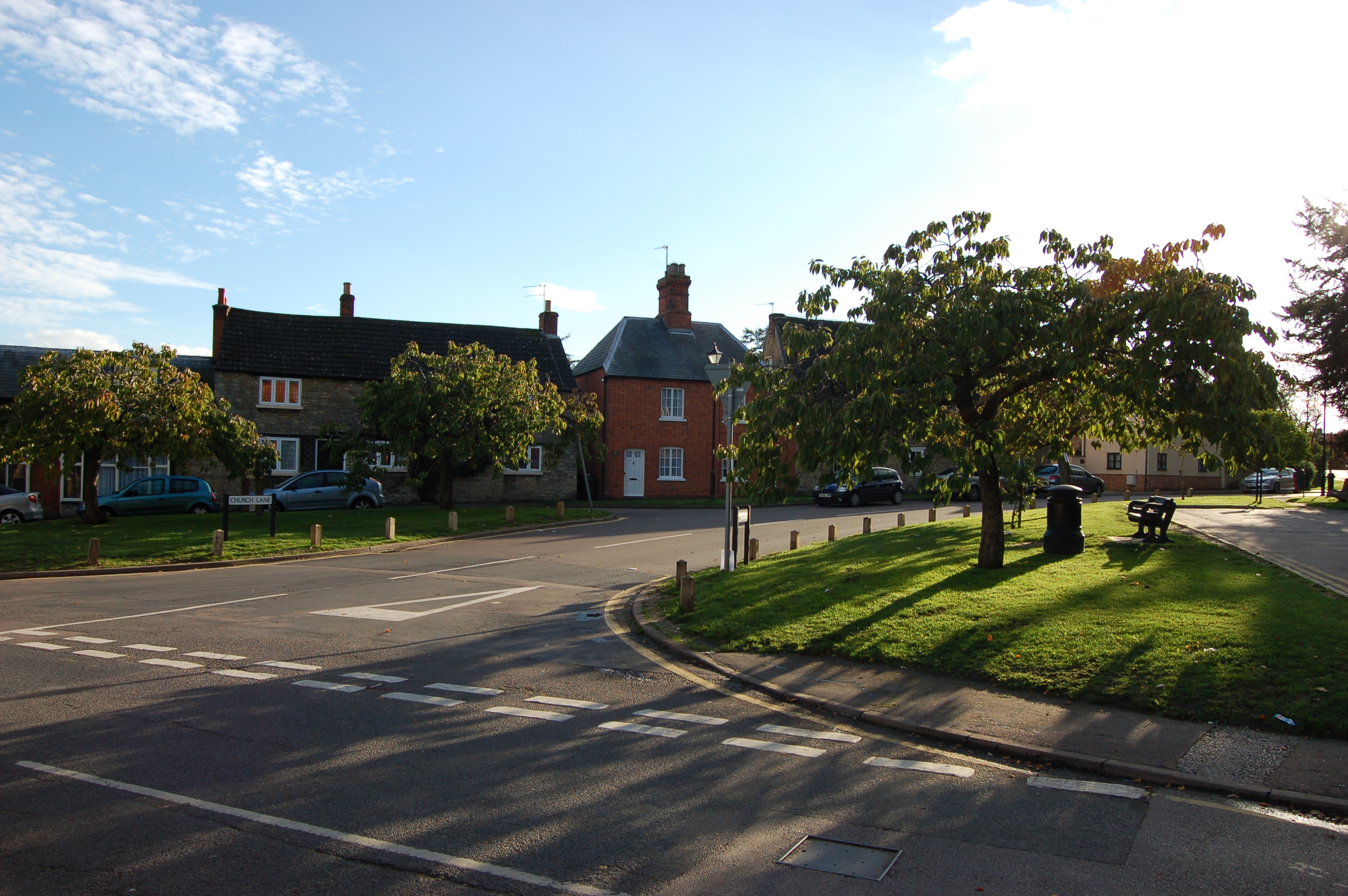
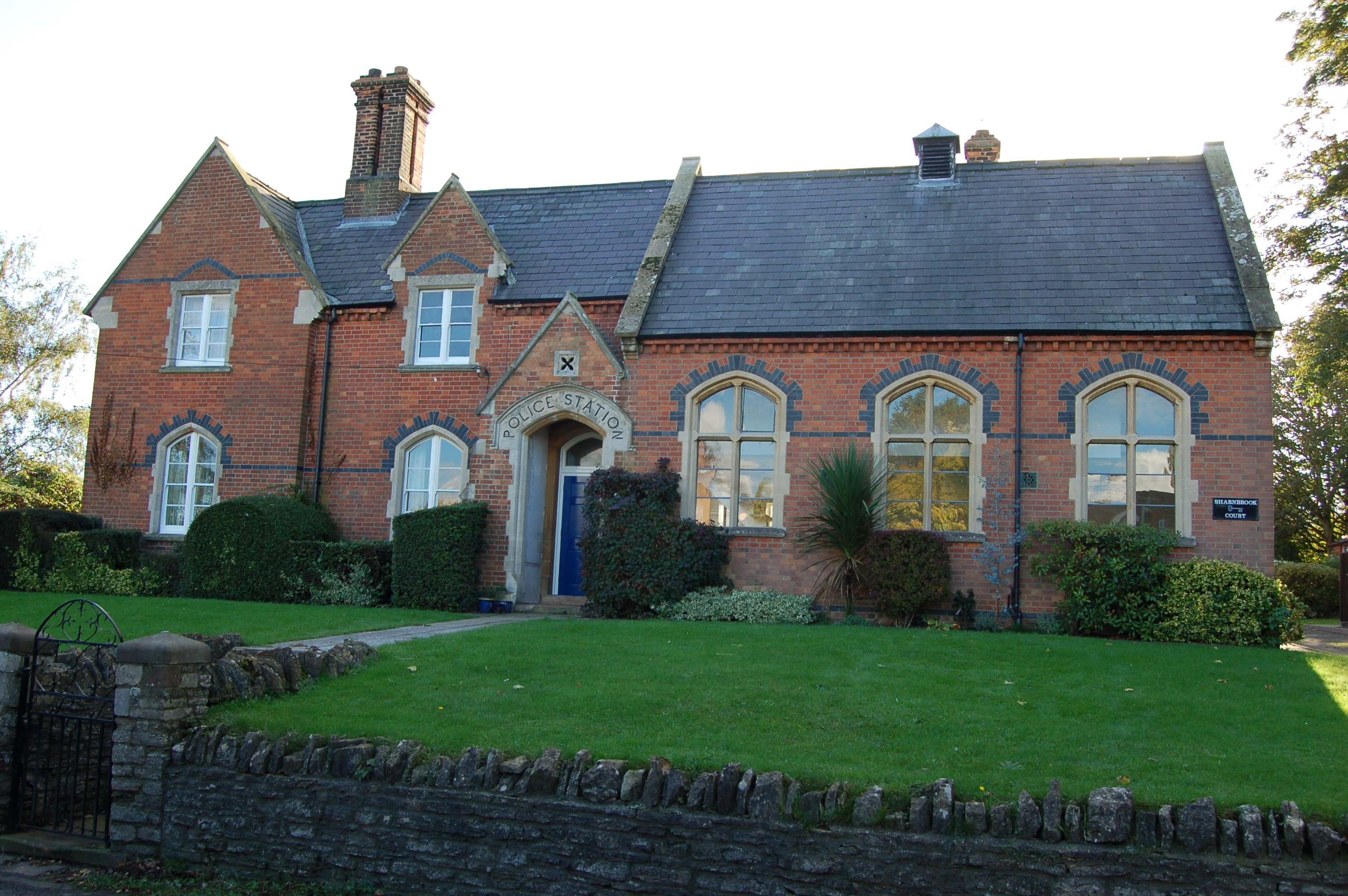
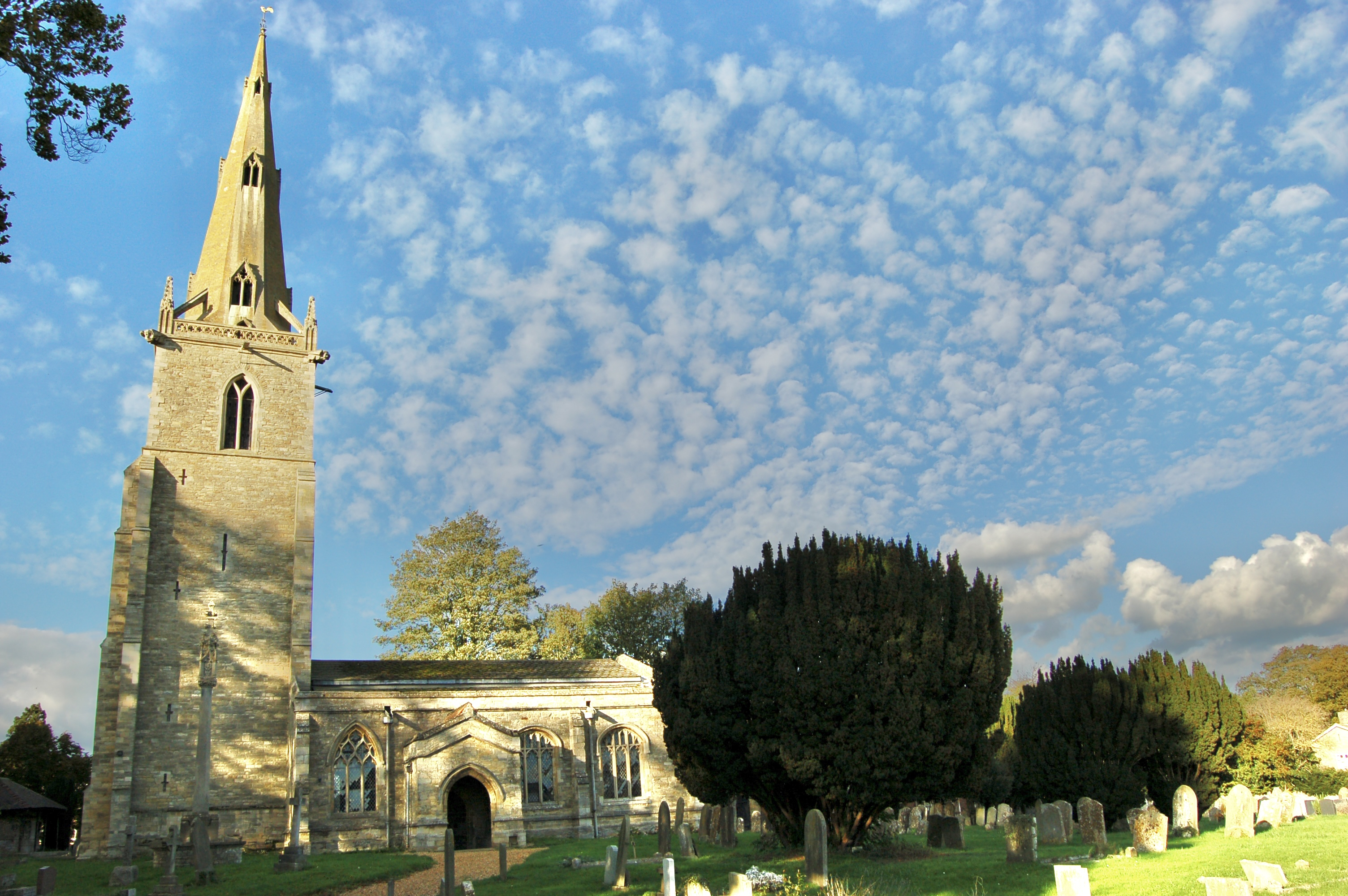
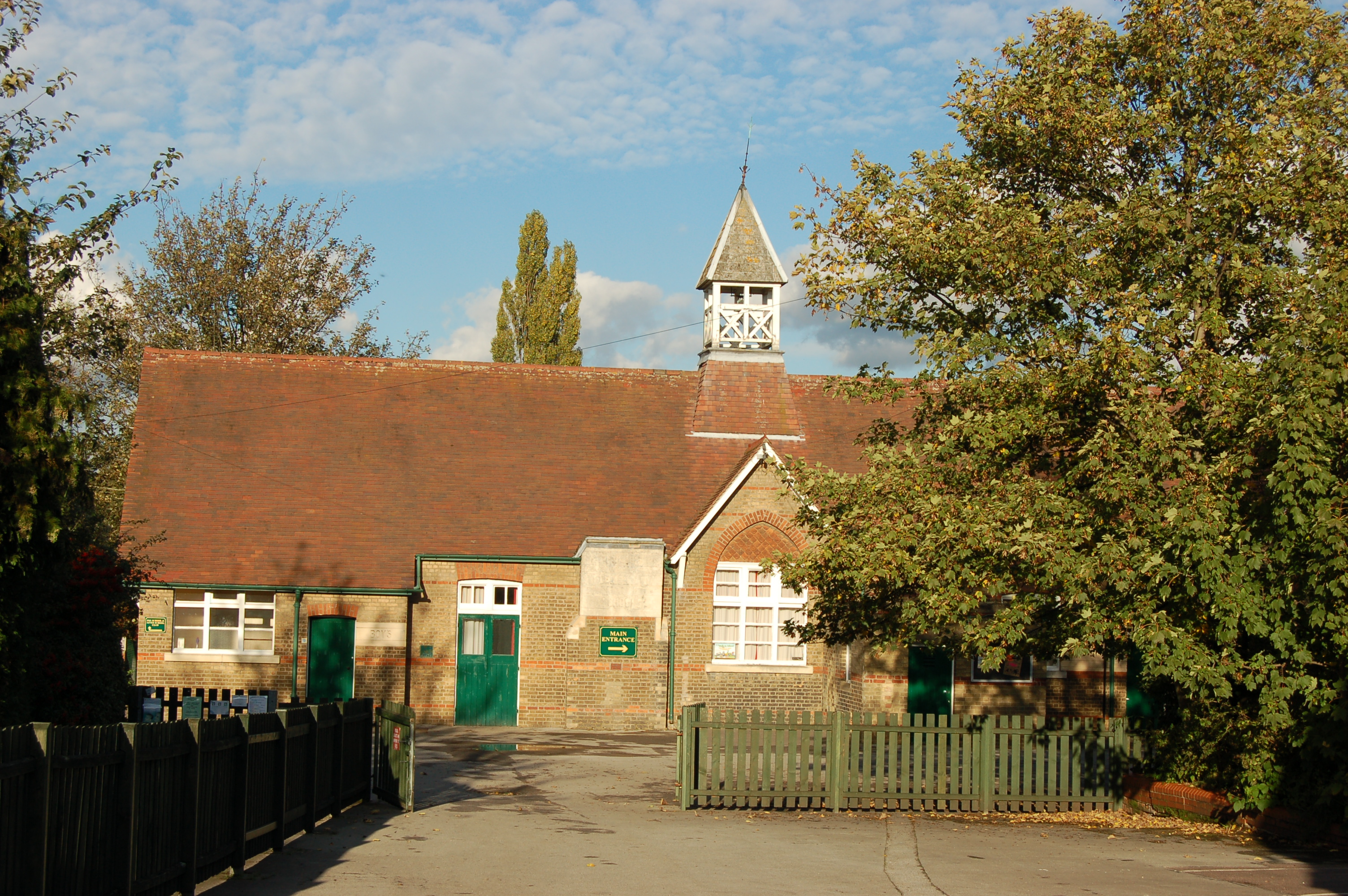
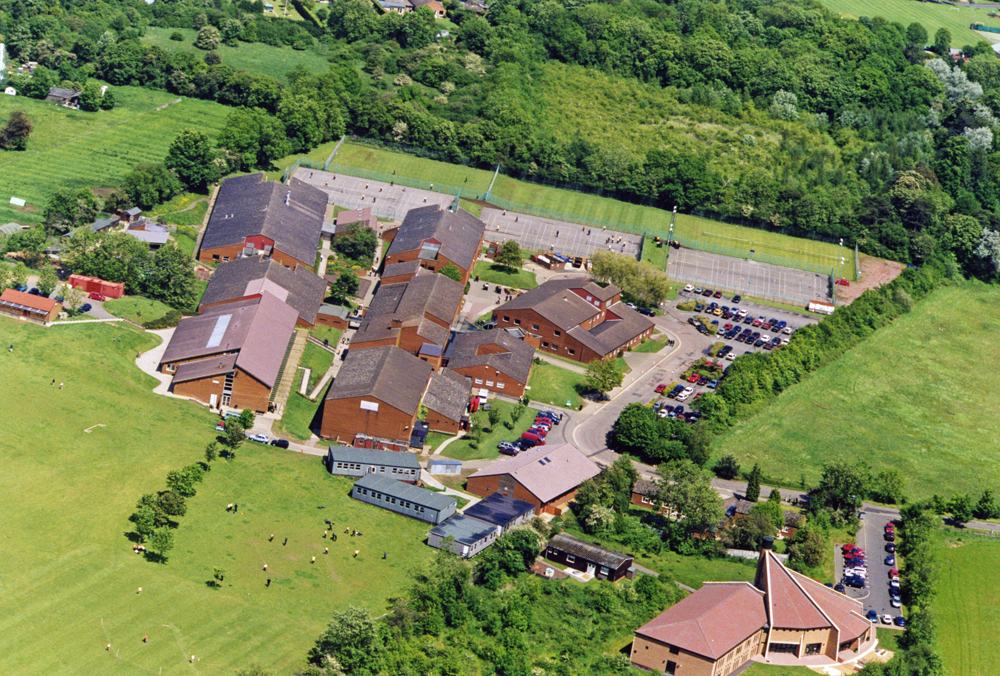
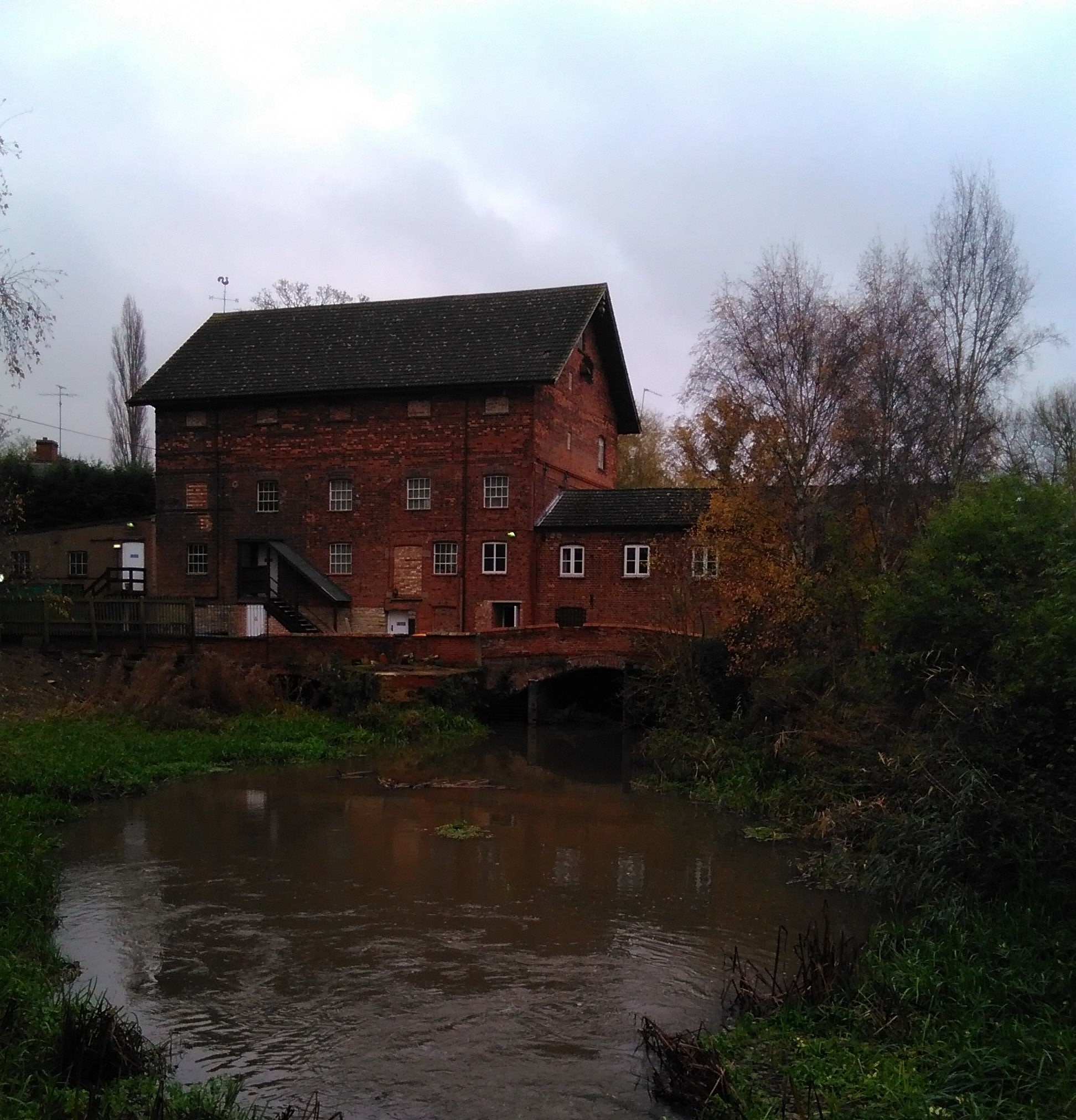